# アンドレイ・カドレツ
アンドレイ・カドレツ（Andrej Kadlec 、1996年2月2日 - ）は、スロバキア・イラヴァ出身のプロサッカー選手。MTKブダペストFC所属。ポジションは、ディフェンダー（ライトバック）。

## クラブ歴
2014年4月26日、1-3で敗れたアウェーのスパルタク・トルナヴァ戦の74分にミラン・シュクリニアルとの交代出場でプロデビューを果たした。

## タイトル
スパルタク・トルナヴァ
- スロバキア・スーペル・リーガ: 2017-18